# Las Veguillas
Las Veguillas är en ort i Spanien.   Den ligger i provinsen Provincia de Salamanca och regionen Kastilien och Leon, i den centrala delen av landet, 180 km väster om huvudstaden Madrid. Las Veguillas ligger 1 045 meter över havet och antalet invånare är 302.
Terrängen runt Las Veguillas är huvudsakligen platt, men åt sydost är den kuperad. Las Veguillas ligger uppe på en höjd. Runt Las Veguillas är det glesbefolkat, med 13 invånare per kvadratkilometer. Närmaste större samhälle är Linares de Riofrío, 16,5 km sydväst om Las Veguillas. Trakten runt Las Veguillas består i huvudsak av gräsmarker.